# South Benton Township (comté de Dallas, Missouri)
Pour les articles homonymes, voir Benton Township.
South Benton Township est un ancien township du comté de Dallas dans le Missouri, aux États-Unis,.
Il est baptisé en référence au fait qu'il forme la partie sud de l'ancien Benton Township.

### Source de la traduction
- (en) Cet article est partiellement ou en totalité issu de l’article de Wikipédia en anglais intitulé « South Benton Township, Dallas County, Missouri » (voir la liste des auteurs).